# Gerendás Péter
Gerendás Péter (Budapest, 1956. április 13. –) Liszt Ferenc-díjas magyar zeneszerző, előadóművész, szövegíró. Zenéjét leginkább a latin, rock és lírai dallamok jellemzik, de közel áll hozzá a jazz is. Fia Gerendás Dániel és Gerendás Ruben

## Tanulmányai
Tanulmányait a budapesti Deák Téri Általános Iskolában kezdte, érettségit a Faipari Szakközépiskolában szerzett. Ezután rövid ideig a Déryné Színház tagja volt, majd belépett a dél-amerikai népzenét játszó Los Pachungos együttesbe. Eközben felvették a Bartók Béla Zeneművészeti Szakközépiskola jazz-ének szakára, ahol 1979-ben végzett.

## Zenei pályája
1976-ban megalakította saját együttesét Láma néven. Ez az együttes szép szakmai és közönségsikereket ért el, az egész országot bejárták. Az LGT-vel és Zoránnal is sokat turnéztak. Gerendás közreműködött az LGT angliai '83-as koncertkörútján is. Ezt követően négy évig Norvégiában zenélt, az Oxygen nevű zenekarban.
Hazatérése után szóló pályára lépett. 1988-ban megnyerte a Magyar Televízió Dalversenyét „Hóból vagyok” című dalával. Szerzőként is egyre ismertebb lett, több felkérést kapott. Így került kapcsolatba Koncz Zsuzsával, Katona Klárival, Zoránnal, Bródy Jánossal, Dusánnal, Demjén Ferenccel, Somló Tamással, Dés Lászlóval, Friderikával. Dalszövegeket is írt nemcsak saját magának, hanem más művészeknek is: Wolf Katinak, Kovaxnak, Popper Péternek és a Jeff Porcaro Emlékzenekarnak.
Koncertjein különböző méretű zenekarokkal állt színpadra: vonósnégyessel, szimfonikus zenekarral, fúvósokkal és ütősökkel kiegészített latin zenekarral, az egyik koncertjén 40 ütőhangszeres kísérte.
Előadásai során sok zenész is közreműködött: Almási Attila, Angel Miguel El Chino, Berdisz Tamás, Bíró Nóra, Borlai Gergő, Czerovszki Heni, Czomba Imre, Csejtey Ákos, Csizmadia Dávid, Cselik Gábor, Csepregi Gyula, Csernák Tibor, David Dely, Dráb Károly, Éry Balázs, Faith Ildikó, Faludy Tamás, Farkas Izsák, Fekete-Kovács Kornél, Födő Sándor (Fodo), Fónay Tibor, Gáspár Gyula, Gazda Bence, Glaser Péter, Hámori János, Honyecz Ferenc, Horváth Balázs, Kaltenecker Zsolt, ifj.Kaszás Péter, Kabelács Rita, Koloss Kriszta, Koloncsák Zsolt, II.Lengyelffy Miklós, Lukács Dániel, ifj. Machos Ferenc, Magyar Hajnal, Micheller Myrtill, Monori Gabi, Mogyoró Kornél, Nagy Zoltán, Óvári Éva, Papesch Péter, Pengő Csaba, Révész Richard Ricardo, Sárik Péter, Sárközi Fanni, Schreck Ferenc, Studniczky László, Szöllősy Kati (Katy Zee), Szentmihályi Gábor, Urbán Orsolya, Vasvári Róbert, Vincze Tamás, Wolf Kati, Wolf Péter, Zsemlye Sándor, Zsoldos Gábor.
Kilenc gyermek édesapja, akik közül többel fellépései során együtt zenél.

## Színházi darabokhoz írt zenéi
- 1997: A tenger szerelmesei (Soproni Színház)
- 2000: Legyetek jók, ha tudtok (Egri Színház)
- 2002, 2004: Kövek a zsebben (Thália Színház, Jászai Mari Színház)
- 2009: 11 perc (Thália Színház)
- 2010: Kislány a pokolban (Kazán István Kamaraszínház)
- 2013: Faludy est: Turek Miklós-Gerendás Péter (Nemzeti Színház)
- 2014: Aranyborjú (Madách Színház)
- 2014-2015: Agyigó (Gózon Gyula Színház, Spirit Színház)
- 2015: Költőnk és Kora: Galkó Balázs és Gerendás Péter József Attila estje (Menház Színpad)

### Színházi szerepei
- 1994. Rocky Horror Show ( Musical Színház,IBS-Buda Stage)
- 1997. A tenger szerelmesei (Soproni Színház)
- 2002, 2004. Kövek a zsebben (Thália Színház, Jászai Mari Színház)
- 2010. Kislány a pokolban (Kazán István Kamaraszínház)
- 2013. Faludy est: Turek Miklós-Gerendás Péter (Nemzeti Színház)
- 2015. Költőnk és Kora: Galkó Balázs és Gerendás Péter József Attila estje (Menház Színpad)
- 2014. Aranyborjú (Madách Színház)
- 2014. 2015. Agyigó (Gózon Gyula Színház, Spirit Színház)
- 2015. Imagine – Seholsincs ember (John Lennon) (Holdvilág Kamaraszínház)

### Lemezei
- 1992: 908
- 1994: Gerendás a deszkákon
- 1997: Két hónap a nagy folyón
- 1999: Átölel a múlt
- 2000: Kamaszkorom legszebb dala (a lemezen vonósnégyessel dolgozza fel az 1960-as és '70-es évek legendás dalait)
- 2001: Új dimenziók
- 2003: George Harrison Emlékkoncert dupla album, a 2003. február 25-én a Budapesti Kongresszusi Központban megtartott koncertről
- 2004: Memento (A lemez a holokauszt áldozatainak állít emléket)
- 2005: Apák könyve (Vámos Miklós hasonló című könyvének zenei változata)
- 2006: Faludy: versek megzenésítései
- 2006: Ötvenes kő
- 2008: Bartók Országában
- 2010: Családregény
- 2011: Nagyvárosi legendák
- 2013: Gitáromba kapaszkodva
- 2015: Boldogország

Gerendás Péter zenecsatornája

## Díjai
- 1994: Liszt Ferenc-díj
- 1999: Huszka Jenő-díj (Az év zeneszerzője)
- 1999: EMeRTon-díj (Az év énekese)
- 2001: Radnóti Miklós antirasszista díj
- 2004: Budapestért díj
- 2008: A Magyar Köztársasági Érdemrend lovagkeresztje
- 2021: Emberi Hang díj

## Könyvek
- Gerendás Péter – Faludy; Helikon, Bp., 2006 + CD (Hangzó Helikon)
- Ötvenes kő. Jubileumi lemez új dalokkal; G. P. Music, Bp., 2007 + CD
- Bartók országában; G. P. Music Bt., Bp., 2008 + CD
- Családregény; GPMusic, Bp., 2010 + CD
- Gitáromba kapaszkodva. Egy új CD és gondolatok; Kossuth, Bp., 2013 + CD